# Heremietkoekoek
De heremietkoekoek (Cuculus solitarius) is een koekoekssoort uit het geslacht Cuculus.

## Verspreiding en leefgebied
Deze soort komt voor in Afrika, bezuiden de Sahara.